# Team Essent
Team Essent is een schaatsploeg die onder leiding staat van Jac Orie (sportief) en Sven Kramer (commercieel). De hoofdsponsor is Essent. De ploeg had van 2014 tot 2024 Jumbo als hoofdsponsor en was gelieerd aan de wielerploeg met dezelfde sponsornaam LottoNL-Jumbo en later Jumbo-Visma. Per 1 oktober 2024 verdween de naam Jumbo en werd Essent de hoofdsponsor.

## Geschiedenis
De ploeg is in 1998 opgericht als de SpaarSelect-ploeg, bestaande uit Gianni Romme en Bob de Jong met als coach Ingrid Haringa. Het seizoen daarop werd Haringa opgevolgd door de Amerikaan Peter Mueller. Mueller was tot dat moment de coach van de nationale sprintkernploeg en bracht zijn pupillen Erben Wennemars, Jakko Jan Leeuwangh en Jan Bos mee. Het contract met Mueller werd in mei 2002 ontbonden en hij werd opgevolgd door Jac Orie. 
In 2010 kampte het Team Control met een financieringstekort en moest daarop de salarissen noodgedwongen aanpassen. Drie van de vier vrouwelijke schaatsers (Margot Boer, Annette Gerritsen en Marianne Timmer) stapten uit de ploeg om Team Liga (2024: Reggeborgh) op te richten. Ze werden vervangen door Paulien van Deutekom, Janine Smit en Diane Valkenburg. Ook ging Simon Kuipers naar TVM.
In 2019 begon Team Jumbo-Visma een schaatsploeg voor talenten tussen de 19 en 23 jaar. De opleidingsploeg begon met Merijn Scheperkamp, Tijmen Snel, Joost van Dobbenburgh en Serge Yoro. In 2020 kwam er ook een marathonploeg van Jumbo-Visma, met onder meer Ingmar Berga, Kars Jansman, Erik Jan Kooiman, Harm Visser, en ploegleider Peter de Vries.
Na een zwak seizoen 2023/2024 verwisselde een groot aantal schaatsers van ploeg. De groep was te groot geworden en moest kleiner worden om de schaatsers met meer aandacht te begeleiden. Een drietal shorttracksters, Angel Daleman, Selma Poutsma en Suzanne Schulting, en shorttrack-coach Dave Versteeg versterkten de ploeg. De shorttracksters bleven bij de nationale shorttrackploeg, maar zouden daarnaast bij Jumbo voor de langebaan trainen en wedstrijden rijden. Daleman rijdt als junior bij wedstrijden nog voor de nationale langebaanploeg.
Binnen Team-Essent zijn er een naast hoofdcoach Jac Orie een aantal coaches actief. Dit zijn: Sicco Janmaat, Ben Jongejan, Alex Velzeboer, Ton Leenders, Dave Versteeg en Diane Valkenburg.

### Sponsoren
De schaatsploeg werd in het verleden gesponsord door SpaarSelect, SponsorBingo Loterij, Nationale Postcode Loterij, DSB Bank, en detacheringsbedrijf Control. Tussen 2012 en 2014 waren er aparte sponsoren voor de mannen- en vrouwenploeg: Brand Loyalty (mannen) en Danone's Activia (vrouwenploeg). In 2014 werden Lotto en Jumbo de nieuwe hoofdsponsoren en werd een samenwerkingsverband met de professionele wielerploeg Belkin (voorheen Rabobank) aangegaan. Nadat hoofdsponsor Jumbo besloot te stoppen met de sponsoring van de wielerploeg, gingen de wieler- en schaatsploegen in 2024 uit elkaar. Terwijl de wielersport steeds meer internationaliseerde, werd de schaatssport steeds 'Hollandser', waardoor het ook logisch werd om andere hoofdsponsoren te zoeken. Jumbo bleef gedurende de zomer de hoofdsponsor van de ploeg totdat op Essent op 1 oktober 2024 werd gepresenteerd.
| Seizoenen  | Sponsor                                          |
| ---------- | ------------------------------------------------ |
| 1998–2002  | SpaarSelect                                      |
| 2002–2004  | SponsorBingo Loterij                             |
| 2004–2006  | Nationale Postcode Loterij                       |
| 2006–2009  | DSB Bank                                         |
| 2009–2012  | Control                                          |
| 2012–2014  | BrandLoyalty (mannen) Danone's Activia (vrouwen) |
| 2014–2018  | LottoNL-Jumbo                                    |
| 2018–2024  | Jumbo-Visma                                      |
| 2024       | Jumbo                                            |
| 2024-heden | Essent                                           |

## Schaatsers
Op chronologische volgorde. De namen van de huidige ploegleden zijn vetgedrukt.
- Bob de Jong (1998-2000)
- Gianni Romme (1998-2006)
- Jan Bos (1999-2000)
- Tonny de Jong (1999-2001)
- Bas Brusche (1999-2002)
- Jakko Jan Leeuwangh (1999-2003)
- Erben Wennemars (1999-2006)
- Helen van Goozen (2000-2002)
- Annamarie Thomas (2000-2004)
- Mark Tuitert (2000-2012)
- Marja Vis (2001-2004)
- Marianne Timmer (2001-2010)
- Martin Hersman (2002-2003)
- Sicco Janmaat (2003-2006)
- Rhian Ket (2003-2006)
- Simon Kuipers (2003-2010)
- Frédérique Ankoné (2004-2005)
- Wieteke Cramer (2004-2006)
- Annette Gerritsen (2005-2010, 2012-2015)
- Ted-Jan Bloemen (2006-2008)
- Boris Kusmirak (2006-2008)
- Kip Carpenter (2006-2008)
- Alexis Contin (2006-2008, 2016-2017)
- Margot Boer (2007-2010)
- Laurine van Riessen (2007-2015)
- Sjoerd de Vries (2007-2011)
- Stefan Groothuis (2008-2015)
- Jan Smeekens (2009-2020)
- Kjeld Nuis (2009-2020)
- Janine Smit (2010-2012)
- Pim Schipper (2010-2014)
- Diane Valkenburg (2010-2015)
- Paulien van Deutekom (2010-2012)
- Ronald Mulder (2011-2014)
- Roxanne van Hemert (2013-2017)
- Gerben Jorritsma (2013-2018)
- Pien Keulstra (2013-2014)
- Hein Otterspeer (2014-2021)
- Sven Kramer (2014-2022)
- Wouter olde Heuvel (2014-2015)
- Douwe de Vries (2014-2020)
- Sanneke de Neeling (2015-2018)
- Patrick Roest (2015-2022)
- Lotte van Beek (2016-2017)
- Yvonne Nauta (2017-2018)
- Carlijn Achtereekte (2017-2022)
- Chris Huizinga (2017-heden)
- Joy Beune (2018-2022)
- Antoinette (Rijpma-)de Jong (2018-2024)
- Thomas Krol (2018-2024)
- Kars Jansman (2019-heden)
- Tijmen Snel (2019-heden)
- Dai Dai N'tab (2020-2024)
- Kai Verbij (2020-2024)
- Marcel Bosker (2020-2022)
- Reina Anema (2021-2024)
- Merijn Scheperkamp (2021-heden)
- Beau Snellink (2021-heden)
- Jutta Leerdam (2022-2024)
- Merel Conijn (2022-2024)
- Jorrit Bergsma (2022-2024)
- Joep Wennemars (2022-heden)
- Remco Stam (2024-heden)
- Sanne in 't Hof (stage 2017-2019; 2024-heden)
- Isabel Grevelt (2024)
- Mathias Vosté (2024-heden)
- Angel Daleman (2024-heden)
- Selma Poutsma (2024-heden)
- Suzanne Schulting (2024-heden)

### Schaatsploeg 2024-2025
| Mannen             | Mannen                  | Vrouwen           | Vrouwen            |
| Naam               | Specialisatie           | Naam              | Specialisatie      |
| ------------------ | ----------------------- | ----------------- | ------------------ |
| Chris Huizinga     | 1500m, 5000m & allround | Sanne in 't Hof   | 3000m, 5000m       |
| Kars Jansman       | 5000m & 10.000m         | Angel Daleman     | (shorttrack)       |
| Merijn Scheperkamp | 500m & 1000m            | Selma Poutsma     | (shorttrack)       |
| Tijmen Snel        | 500m, 1000m, 1500 m     | Suzanne Schulting | 500m, 1000m, 1500m |
| Beau Snellink      | 5000m & 10.000m         |                   |                    |
| Remco Stam         | 5000m & 10.000 m        |                   |                    |
| Mathias Vosté      | 500m, 1000m, 1500m      |                   |                    |
| Joep Wennemars     | 500m & 1000m            |                   |                    |

## Sportprijzen voor leden
Tussen 2003 en 2009 was er een Ard Schenk Award voor sportploegen. De ploeg won deze prijs in 2003 en 2004.
In deze lijst worden alleen de prijzen genoemd in de tijd dat de schaatsers lid waren van de ploeg. Hebben ze dezelfde prijs niet alleen tijdens, maar ook voor of na de ploeg gewonnen, dan staat deze tussen haakjes.
Oscar Mathisen-trofee
- Gianni Romme 2000
- Sven Kramer 2017 (en 2007)
- Kjeld Nuis 2019

Coach van het jaar
- Jac Orie in 2003, 2017 en 2018

Sportman van het jaar
- Gianni Romme in 1998
- Erben Wennemars in 2003
- Mark Tuitert in 2010
- Kjeld Nuis in 2018

Talent van het jaar
- Angel Daleman 2024

Ard Schenk Award
- Gianni Romme in 2000
- Erben Wennemars in 2003, 2004, 2005
- Marianne Timmer 2004 en 2006 (en 1998)
- Margot Boer 2009
- Stefan Groothuis 2012
- Sven Kramer 2015, 2016, 2017 (en 2007 t/m 2010 en 2013)
- Kjeld Nuis 2018
- Patrick Roest 2020
- Thomas Krol 2022

Egbert van 't Oever Aanmoedigingsprijs
- Patrick Roest 2015
- Chris Huizinga 2017
- Joy Beune 2018
- Joep Wennemars 2022

Team Essent
Angel Daleman · Sijmen Egberts · Jarle Gerrits · Isabel Grevelt · Freek van der Ham · Sanne in 't Hof · Chloé Hoogendoorn · Chris Huizinga · Kars Jansman · Selma Poutsma · Merijn Scheperkamp · Suzanne Schulting · Tijmen Snel · Beau Snellink · Remco Stam · Meike Veen · Mathias Vosté · Joep Wennemars
Coaches: Sicco Janmaat · Ben Jongejan · Jac Orie · Dave Versteeg